# Blackpink: Thắp sáng bầu trời
Thắp sáng bầu trời (tiếng Anh: Light Up the Sky) là một phim tài liệu của nhóm nhạc nữ Hàn Quốc Blackpink nói về những câu chuyện của họ về hành trình tiến tới thành công và những ước mơ thuở con thơ bé của họ. Phim được sản xuất bởi đạo diễn Cara Mones, Jon Kamen, David Sirulnick và Zara Duffy.
Phim lần đầu được công ty chủ quản của nhóm YG Entertainment giới thiệu vào ngày 9 tháng 9 năm 2020 thông qua một tấm poster được đăng tải trên trang Facebook chính thức của nhóm. Phim đã được ra mắt trên nền tảng phim trực tuyến Netflix vào ngày 14 tháng 10 năm 2020.

## Bối cảnh ra đời
Vào ngày 13 tháng 2 năm 2020, một nguồn tin cho rằng nhóm nhạc nữ Hàn Quốc Blackpink, công ty chủ quản của nhóm, YG Entertainment đang phối hợp với Netflix để cho ra một bộ phim tài liệu nói về câu chuyện của họ.
Sau 7 tháng, vào ngày 8 tháng 9 năm 2020, Netflix bất ngờ tung ra một tấm poster thông báo về bộ phim tài liệu mang tên "BLACKPINK: Light up the sky" sẽ được phát hành trên nền tảng này vào ngày 14 tháng 10 năm 2020.
Ngày 23 tháng 9 năm 2020, Netflix hé lộ những hình ảnh đầu tiên cho bộ phim tài liệu này qua một Video quảng cáo được đăng tải thường niên hàng tháng.

## Diễn viên
Nguồn được trích dẫn từ The Ringer 
- Blackpink
- Teddy Park - xuất hiện với vai trò nhà sản xuất âm nhạc
- Joe Rhee - xuất hiện với vai trò nhà sản xuất âm nhạc

## Nội dung
Nội dung phim xoanh quanh 4 năm hoạt động của các thành viên trong nhóm kể từ khi nhóm ra mắt từ năm 2016. Phim kể chi tiết lại những khó khăn, thử thách mà cả 4 thành viên đã trải qua tromg khoảng thời gian còn làm thực tập sinh của YG Entertainment cho tới thời điểm bùng nổ trên toàn cầu của nhóm , quá trình chuẩn bị album đầu tay của nhóm The Album và quá trình chuẩn bị cho màn solo của thành viên Rosé. Bộ phim tài liệu cũng cho người xem thấy được những câu chuyện đằng sau màn trình diễn bùng nổ của nhóm ở Coachella 2019.

## Đón nhận

##### Trước khi bộ phim ra mắt
Ngay từ khi thông tin bộ phim xuất hiện, người hâm mộ của nhóm đã vô cùng phấn khích về thông tin này. Ngay lập tức những từ khoá như "Light Up the Sky", "Blackpink: Light Up the Sky",... đã lên xu hướng của nhiều trang mạng xã hội lớn như Twitter, Facebook,... Điều này chứng tỏ vị thế của nhóm cũng như cho thấy sự ủng hộ của người hâm mộ về bộ phim lần này.
Tác phẩm cũng được người hâm mộ của nhóm đón chờ do sự đạo diễn của Caroline Suh. Một tác giả đã làm nên thành công của series tài liệu Salt Fat Acid Heat trước đó.

##### Sau khi bộ phim được ra mắt
Sau khi được ra mắt, bộ phim đã nhanh chóng lên danh sách thịnh hành của Netflix tại nhiều quốc gia khác nhau. Bộ phim được nhận xét là chân thực, cho khán giả cái nhìn đa chiều về những khó khăn mà 4 thành viên đã phải trải qua. Tuy nhiên một vài ý kiến vẫn chưa thực sự cho người xem thấy các câu chuyện của cả 4 thành viên khi còn làm thực tập sinh cũng như chưa thực sự cho thấy cái nhìn đa chiều về Kpop. . Hai hãng tin lớn là The New York Times (Mỹ) và Deutsche Welle (Đức) đã lên bài chỉ trích phim tài liệu này đã che giấu những mặt tối của K-Pop. “YG Entertainment có hàng chục cô gái dành 14 giờ đào tạo mỗi ngày với mục tiêu trở thành thành viên của nhóm nhạc nữ. Những buổi học đó rất tàn bạo, như thể họ đang chạy đua tại thế vận hội Olympic”, DW viết. Họ nhận định khán giả trả tiền để thấy sự hoàn hảo, vì vậy các công ty giải trí cũng như thần tượng Kpop phải tuân theo kỷ luật nghiêm ngặt để trở nên nổi tiếng. Tuy nhiên, cộng đồng mạng Hàn lại không đồng ý với đánh giá này. Trên Naver, nhiều bình luận cho rằng ngành nghề nào cũng có đặc thù riêng và muốn thành công thì phải chấp nhận hi sinh, đánh đổi.

## Quảng bá
Vào ngày 8 tháng 9 năm 2020, Netflix và YG Entertainment bất ngờ tung ra một tấm poster thông báo về bộ phim tài liệu mang tên "BLACKPINK: Light up the sky" sẽ được phát hành trên nền tảng này vào ngày 14 tháng 10 năm 2020. Ngày 23 tháng 9 năm 2020, Netflix đã hé lộ những hình ảnh đầu tiên cho bộ phim tài liệu này qua một Video quảng cáo được đăng tải thường niên hàng tháng.
Trước khi bộ phim được ra mắt, một buổi họp báo toàn cầu đã diễn ra ở Seoul với sự tham gia của cả 4 thành viên Blackpink và đạo diễn Caroline Suh tại New York. Sự kiện đã được phát trực tuyến do các lo ngại về đại dịch Covid-19.

## Những câu chuyện xung quanh
Sau khi bộ phim ra mắt được một khoảng thời gian ngắn, đạo diễn của bộ phim Caroline Suh đã có một cuộc phỏng vấn với tờ báo NYLON. Tại đây, đạo diễn Caroline Suh đã có những chia sẻ về những câu chuyện bên lề của bộ phim tài liệu lần này của nhóm.
| “ | "Chúng tôi đã thực hiện các cuộc phỏng vấn vào cuối quá trình quay phim, vì vậy họ biết chúng tôi. Họ chưa từng tham gia một dự án như thế này trước đây, vì vậy họ hiểu những gì chúng tôi đang cố gắng làm và rằng chúng tôi thực sự muốn cho họ thấy rằng họ thực sự như thế nào. Đó là những dự định duy nhất của chúng tôi." | ” |

Trong cuộc phỏng vấn này, tờ NYLON cũng đã đặt ra một câu hỏi với Caroline Suh: "Những loại phim tài liệu về người nổi tiếng này có thể là một thách thức, đặc biệt là khi có sự tham gia và giám sát. Có lúc nào bạn cảm thấy YG Entertainment đang cố gắng kiểm soát tin nhắn không?". Đạo diễn Caroline Suh đã chia sẻ:
| “ | "Bạn biết đấy, đáng ngạc nhiên là nó thực sự không phải là một vấn đề. Khi chúng tôi lên kế hoạch cho các buổi chụp và cố gắng tìm ra những gì sẽ quay với các cô gái, YG chỉ nói: “Hãy hỏi các cô gái. Đừng hỏi chúng tôi.” Họ phải chấp thuận nó và hài lòng với việc quay phim. Vì vậy, họ thực sự không liên quan rất nhiều đến kế hoạch sản xuất của chúng tôi và những gì chúng tôi sẽ quay và những gì chúng tôi không làm. Họ không có mặt thực sự trong các cuộc phỏng vấn. Thật bất ngờ khi họ tôn trọng quá trình này và không cố gắng kiểm soát nó. Và chúng tôi đã cắt đoạn cuối cùng, vì vậy họ đã xem bộ phim ở phần cuối. May mắn thay, họ rất hài lòng với nó. Tôi đã ngạc nhiên. Bởi vì bất cứ khi nào bạn giao dịch với bất kỳ người nổi tiếng hoặc tài năng nào, bạn luôn cảm thấy có thể có nhiều khó khăn để vượt qua. Nhưng thực sự không có." | ” |